# Nissan Leopard
Der Nissan Leopard ist ein von 1980 bis 1999 von dem japanischen Automobilhersteller Nissan in vier Generationen hergestelltes Modell der oberen Mittelklasse.

## Leopard (F30), 1980–1986
Der erste Leopard (auch als Leopard TR–X bezeichnet) wurde im September 1980 eingeführt und sollte das Nissan-Angebot in der oberen Mittelklasse verstärken. Die kantige, als zweitüriges Hardtop-Coupé und viertürige Hardtop-Limousine lieferbare Karosserie besaß sehr dünne C- und D-Säulen und große Glasflächen. Der Wagen konnte mit einigen Innovationen aufwarten, etwa mit einer Verbrauchsanzeige am Armaturenbrett. Ursprünglich war der Leopard mit Vier- und Sechszylinder-Saugmotoren von 1800, 2000 und 2800 cm³ lieferbar; im September 1982 kam im Zuge eines kleinen Facelifts eine Zweiliter-Turbomaschine hinzu, 1984 folgte der Dreiliter-Turbo aus dem damaligen 300ZX-Sportwagen im Leopard Turbo Grand Edition, der in begrenzter Auflage entstand.

## Leopard (F31), 1986–1992
Im Februar 1986 erschien der Leopard der zweiten Generation (Baureihe F31) ausschließlich als Coupé; in die USA wurde dieser Wagen unter der Bezeichnung Infiniti M30 exportiert.
Wie sein Vorgänger konkurrierte auch der neue Leopard in Japan in erster Linie mit dem Toyota Soarer. Das dem Soarer recht ähnlich sehende Leopard-Coupé ließ sich, anders als der Toyota, mit verschiedenen V6-Motoren bestellen, einem SOHC-Zweiliter-Einspritzer mit oder ohne Turbolader (ab einem leichten Facelift im August 1988 in DOHC-Ausführung) oder Dreiliter-Sechszylindern in Saug- oder Turboausführung. Die Spitzenmaschine leistete 190 kW (255 PS). Die Zweiliter-Turbomaschinen besaßen einen Ladeluftkühler und nur der Zweiliter-Sauger war mit einem Schaltgetriebe erhältlich.
Der Leopard F31 bildete die technische Grundlage für den exklusiven, in Italien gebauten Sportwagen Autech Zagato Stelvio AZ1 und dessen Nachfolger Autech Gavia Zagato, die Nissan ab 1989 bzw. 1993 in Japan unter der Tochtermarke Autech verkaufte.
| Technische Daten Nissan Leopard F31 |                                                          |                                                          |                                                |
| Nissan Leopard                      | 2.0                                                      | 2.0 Turbo                                                | 3.0                                            |
| Motor:                              | 6-Zylinder-V-Motor (Viertakt), Gabelwinkel 60°           | 6-Zylinder-V-Motor (Viertakt), Gabelwinkel 60°           | 6-Zylinder-V-Motor (Viertakt), Gabelwinkel 60° |
| Motortyp:                           | VG20E                                                    | VG20ET                                                   | VG30DE                                         |
| Hubraum:                            | 1998 cm³                                                 | 1998 cm³                                                 | 2960 cm³                                       |
| Bohrung × Hub:                      | 78 × 69,7 mm                                             | 78 × 69,7 mm                                             | 87 × 83 mm                                     |
| Leistung bei 1/min:                 | 84,5 kW (115 PS) bei 6000                                | 114 kW (155 PS) bei 5600                                 | 136 kW (185 PS) bei 6000                       |
| Max. Drehmoment bei 1/min:          | 163 Nm bei 3200                                          | 209 Nm bei 3600                                          | 245 Nm bei 4400                                |
| Verdichtung:                        | 8,5:1                                                    | 8,5:1                                                    | 10,1:1                                         |
| Gemischaufbereitung:                | Einspritzung                                             | Einspritzung                                             | Einspritzung                                   |
| Ventilsteuerung:                    | OHC, Antrieb über Kette                                  | OHC, Antrieb über Kette                                  | DOHC, Antrieb über Zahnriemen                  |
| Kühlung:                            | Wasserkühlung                                            | Wasserkühlung                                            | Wasserkühlung                                  |
| Getriebe:                           | 5-Gang-Getriebe a.W. Viergang-Automatik Hinterradantrieb | 5-Gang-Getriebe a.W. Viergang-Automatik Hinterradantrieb | Viergangautomatik Hinterradantrieb             |
| Radaufhängung vorn:                 | Querlenker, Zugstreben, Schraubenfedern                  | Querlenker, Zugstreben, Schraubenfedern                  | Querlenker, Zugstreben, Schraubenfedern        |
| Radaufhängung hinten:               | Schräglenkerachse, Schraubenfedern                       | Schräglenkerachse, Schraubenfedern                       | Schräglenkerachse, Schraubenfedern             |
| Bremsen:                            | Scheibenbremsen rundum, Bremskraftverstärker             | Scheibenbremsen rundum, Bremskraftverstärker             | Scheibenbremsen rundum, Bremskraftverstärker   |
| Lenkung:                            | Zahnstangenlenkung, servounterstützt                     | Zahnstangenlenkung, servounterstützt                     | Zahnstangenlenkung, servounterstützt           |
| Karosserie:                         | Stahlblech, selbsttragend                                | Stahlblech, selbsttragend                                | Stahlblech, selbsttragend                      |
| Spurweite vorn/hinten:              | 1425/1425 mm                                             | 1425/1425 mm                                             | 1425/1425 mm                                   |
| Radstand:                           | 2615 mm                                                  | 2615 mm                                                  | 2615 mm                                        |
| Abmessungen:                        | 4680 × 1690 × 1370 mm                                    | 4680 × 1690 × 1370 mm                                    | 4680 × 1690 × 1370 mm                          |
| Leergewicht:                        | 1320 kg                                                  | 1370 kg                                                  | 1460 kg                                        |
| Höchstgeschwindigkeit:              | ca. 180 km/h                                             | ca. 190 km/h                                             | ca. 205 km/h                                   |
| 0–100 km/h:                         | n. a.                                                    | n. a.                                                    | n. a.                                          |
| Verbrauch (Liter/100 Kilometer):    | 8–13 S                                                   | 10–16 S                                                  | 10–16 S                                        |

## Leopard J. Ferie (JPY32), 1992–1997
Beim dritten, im Juni 1992 vorgestellten Leopard mit dem Beinamen J. Ferie handelte es sich um die japanische Heimatversion des Infiniti J30, einer viertürigen Limousine mit rundlichen Formen nach Art der zeitgenössischen Nissan-Modelle Bluebird (U13) und Altima. Den Antrieb übernahmen weiterhin Zwei- und Dreiliter-V6-Maschinen oder ein 4,1 Liter messender V8, deren Leistungsspanne von 92 kW (125 PS) bis 198 kW (270 PS) reichte.
Der Leopard J. Ferie teilte sich die Y32-Plattform mit den zeitgenössischen Nissan Cedric- und Gloria-Modellen.
Sämtliche Leopard J. Ferie entstanden im Nissan-Werk Tochigi. Die Produktion der dritten Generation endete im Juni 1997.
| Technische Daten Nissan Leopard JPY32 |                                                                                    |                                                                                    |                                                                                    |                                                                                    |                                                                                    |
| Nissan Leopard J Ferie                | 2.0                                                                                | 3.0                                                                                | 3.0 DOHC                                                                           | 3.0 Turbo                                                                          | V8                                                                                 |
| Motor:                                | 6-Zylinder-V-Motor (Viertakt), Gabelwinkel 60°                                     | 6-Zylinder-V-Motor (Viertakt), Gabelwinkel 60°                                     | 6-Zylinder-V-Motor (Viertakt), Gabelwinkel 60°                                     | 6-Zylinder-V-Motor (Viertakt), Gabelwinkel 60°                                     | 8-Zylinder-V-Motor (Viertakt), Gabelwinkel 90°                                     |
| Hubraum:                              | 1998 cm³                                                                           | 2960 cm³                                                                           | 2960 cm³                                                                           | 2960 cm³                                                                           | 4130 cm³                                                                           |
| Bohrung × Hub:                        | 78 × 69,7 mm                                                                       | 87 × 83 mm                                                                         | 87 × 83 mm                                                                         | 87 × 83 mm                                                                         | 93 × 76 mm                                                                         |
| Leistung bei 1/min:                   | 92 kW (125 PS) bei 6000                                                            | 118 kW (160 PS) bei 5200                                                           | 147 kW (200 PS) bei 6000                                                           | 187 kW (255 PS) bei 6000                                                           | 198 kW (270 PS) bei 6000                                                           |
| Max. Drehmoment bei 1/min:            | 167 Nm bei 3200                                                                    | 248 Nm bei 3200                                                                    | 260 Nm bei 4400                                                                    | 343 Nm bei 3200                                                                    | 371 Nm bei 4400                                                                    |
| Verdichtung:                          | 9,5:1                                                                              | 9,1:1                                                                              | 10,5:1                                                                             | 8,5:1                                                                              | 10,5:1                                                                             |
| Gemischaufbereitung:                  | Einspritzung                                                                       | Einspritzung                                                                       | Einspritzung                                                                       | Einspritzung                                                                       | Einspritzung                                                                       |
| Ventilsteuerung:                      | OHC, Antrieb über Zahnriemen                                                       | OHC, Antrieb über Zahnriemen                                                       | DOHC, Antrieb über Zahnriemen                                                      | DOHC, Antrieb über Zahnriemen                                                      | DOHC, Antrieb über Kette                                                           |
| Kühlung:                              | Wasserkühlung                                                                      | Wasserkühlung                                                                      | Wasserkühlung                                                                      | Wasserkühlung                                                                      | Wasserkühlung                                                                      |
| Getriebe:                             | 5-Gang-Getriebe a.W. Viergang-Automatik Hinterradantrieb                           | 5-Gang-Getriebe a.W. 4- oder 5-Gang-Automatik Hinterradantrieb                     | 4- oder 5-Gang-Automatik Hinterradantrieb                                          | 4- oder 5-Gang-Automatik Hinterradantrieb                                          | 4-Gang-Automatik Hinterradantrieb                                                  |
| Radaufhängung vorn:                   | Querlenker, Zugstreben, Schraubenfedern                                            | Querlenker, Zugstreben, Schraubenfedern                                            | Querlenker, Zugstreben, Schraubenfedern                                            | Querlenker, Zugstreben, Schraubenfedern                                            | Querlenker, Zugstreben, Schraubenfedern                                            |
| Radaufhängung hinten:                 | Mehrlenkerachse, Schraubenfedern                                                   | Mehrlenkerachse, Schraubenfedern                                                   | Mehrlenkerachse, Schraubenfedern                                                   | Mehrlenkerachse, Schraubenfedern                                                   | Mehrlenkerachse, Schraubenfedern                                                   |
| Bremsen:                              | Innenbelüftete Scheibenbremsen rundum, Bremskraftverstärker, ABS                   | Innenbelüftete Scheibenbremsen rundum, Bremskraftverstärker, ABS                   | Innenbelüftete Scheibenbremsen rundum, Bremskraftverstärker, ABS                   | Innenbelüftete Scheibenbremsen rundum, Bremskraftverstärker, ABS                   | Innenbelüftete Scheibenbremsen rundum, Bremskraftverstärker, ABS                   |
| Lenkung:                              | Zahnstangenlenkung, servounterstützt 3.0 Turbo a.W. mit Vierradlenkung Super-HICAS | Zahnstangenlenkung, servounterstützt 3.0 Turbo a.W. mit Vierradlenkung Super-HICAS | Zahnstangenlenkung, servounterstützt 3.0 Turbo a.W. mit Vierradlenkung Super-HICAS | Zahnstangenlenkung, servounterstützt 3.0 Turbo a.W. mit Vierradlenkung Super-HICAS | Zahnstangenlenkung, servounterstützt 3.0 Turbo a.W. mit Vierradlenkung Super-HICAS |
| Karosserie:                           | Stahlblech, selbsttragend                                                          | Stahlblech, selbsttragend                                                          | Stahlblech, selbsttragend                                                          | Stahlblech, selbsttragend                                                          | Stahlblech, selbsttragend                                                          |
| Spurweite vorn/hinten:                | 1500/1495 mm                                                                       | 1500/1495 mm                                                                       | 1500/1495 mm                                                                       | 1500/1495 mm                                                                       | 1500/1495 mm                                                                       |
| Radstand:                             | 2760 mm                                                                            | 2760 mm                                                                            | 2760 mm                                                                            | 2760 mm                                                                            | 2760 mm                                                                            |
| Abmessungen:                          | 4880 × 1770 × 1390 mm                                                              | 4880 × 1770 × 1390 mm                                                              | 4880 × 1770 × 1390 mm                                                              | 4880 × 1770 × 1390 mm                                                              | 4880 × 1770 × 1390 mm                                                              |
| Leergewicht:                          | 1540 kg                                                                            | 1480 kg                                                                            | 1540 kg                                                                            | 1530 kg                                                                            | 1550 kg                                                                            |
| Höchstgeschwindigkeit:                | ca. 180 km/h                                                                       | ca. 195 km/h                                                                       | ca. 210 km/h                                                                       | ca. 225 km/h                                                                       | ca. 240 km/h                                                                       |
| 0–100 km/h:                           | n. a.                                                                              | n. a.                                                                              | n. a.                                                                              | n. a.                                                                              | n. a.                                                                              |
| Verbrauch (Liter/100 Kilometer):      | 8–13 S                                                                             | 10–16 S                                                                            | 12–20 S                                                                            | 12–20 S                                                                            | 10–17 S                                                                            |

## Leopard (JY33), 1996–1999
Die vierte und letzte Leopard-Generation wurde im März 1996 eingeführt und war nur als Hardtop-Limousine erhältlich. Das Modell basierte auf der Y33-Plattform von Nissan Gloria und Cima.
Angeboten wurden V6-Motoren mit 2,0, 2,5 und 3,0 Litern Hubraum (letzter auch mit Turbolader) und die Ausstattungsstufen (in aufsteigender Reihenfolge) XJ, XR, XV und XV-G. Im XJ-Four mit Allradantrieb tat ein 2,5-Liter-Reihensechszylinder mit Turbolader Dienst.
Die Produktion endete im Juni 1999, ein Export fand nicht mehr statt.
| Technische Daten Nissan Leopard JY33              |                                                                 |                                                                 |                                                                 |                                                                 |                                                                 |
| Nissan Leopard                                    | 2000                                                            | 2500                                                            | 2500 Turbo                                                      | 3000                                                            | 3000 Turbo                                                      |
| Motor:                                            | 6-Zylinder-V-Motor (Viertakt)                                   | 6-Zylinder-V-Motor (Viertakt)                                   | 6-Zylinder-Reihenmotor (Viertakt)                               | 6-Zylinder-V-Motor (Viertakt)                                   | 6-Zylinder-V-Motor (Viertakt)                                   |
| Motortyp:                                         | VG20E                                                           | VQ25DE                                                          | RB25DET                                                         | VQ30DD                                                          | VQ30DET                                                         |
| Hubraum:                                          | 1998 cm³                                                        | 2495 cm³                                                        | 2498 cm³                                                        | 2987 cm³                                                        | 2987 cm³                                                        |
| Bohrung × Hub:                                    | 78 × 69,7 mm                                                    | 85 × 73,3 mm                                                    | 86 × 71,7 mm                                                    | 93 × 73,3 mm                                                    | 93 × 73,3 mm                                                    |
| Leistung bei 1/min:                               | 92 kW (125 PS) bei 6000                                         | 140 kW (190 PS) bei 6400                                        | 173 kW (235 PS) bei 6400                                        | 169 kW (230 PS) bei 6400                                        | 199 kW (270 PS) bei 6000                                        |
| Max. Drehmoment bei 1/min:                        | 166 Nm bei 3200                                                 | 235 Nm bei 4000                                                 | 274 Nm bei 4800                                                 | 294 Nm bei 4000                                                 | 367 Nm bei 3600                                                 |
| Verdichtung:                                      | 9,5:1                                                           | 10:1                                                            | 9,0:1                                                           | 11:1                                                            | 9:1                                                             |
| Gemischaufbereitung:                              | Elektronische Einspritzung                                      | Elektronische Einspritzung                                      | Elektronische Einspritzung                                      | Elektronische Einspritzung                                      | Elektronische Einspritzung                                      |
| Ventilsteuerung:                                  | OHC                                                             | DOHC                                                            | DOHC                                                            | DOHC                                                            | DOHC                                                            |
| Kühlung:                                          | Wasserkühlung                                                   | Wasserkühlung                                                   | Wasserkühlung                                                   | Wasserkühlung                                                   | Wasserkühlung                                                   |
| Getriebe:                                         | Viergang-Automatik Hinterradantrieb (2500 Turbo: Allradantrieb) | Viergang-Automatik Hinterradantrieb (2500 Turbo: Allradantrieb) | Viergang-Automatik Hinterradantrieb (2500 Turbo: Allradantrieb) | Viergang-Automatik Hinterradantrieb (2500 Turbo: Allradantrieb) | Viergang-Automatik Hinterradantrieb (2500 Turbo: Allradantrieb) |
| Radaufhängung vorn:                               | Querlenkerachse, Schraubenfedern                                | Querlenkerachse, Schraubenfedern                                | Querlenkerachse, Schraubenfedern                                | Querlenkerachse, Schraubenfedern                                | Querlenkerachse, Schraubenfedern                                |
| Radaufhängung hinten:                             | Querlenkerachse, Schraubenfedern                                | Querlenkerachse, Schraubenfedern                                | Querlenkerachse, Schraubenfedern                                | Querlenkerachse, Schraubenfedern                                | Querlenkerachse, Schraubenfedern                                |
| Lenkung:                                          | n. a.                                                           | n. a.                                                           | n. a.                                                           | n. a.                                                           | n. a.                                                           |
| Karosserie:                                       | Stahlblech, selbsttragend                                       | Stahlblech, selbsttragend                                       | Stahlblech, selbsttragend                                       | Stahlblech, selbsttragend                                       | Stahlblech, selbsttragend                                       |
| Spurweite vorn/hinten:                            | 1500/1495 mm                                                    | 1500/1495 mm                                                    | 1500/1495 mm                                                    | 1500/1495 mm                                                    | 1500/1495 mm                                                    |
| Radstand:                                         | 2800 mm                                                         | 2800 mm                                                         | 2800 mm                                                         | 2800 mm                                                         | 2800 mm                                                         |
| Abmessungen:                                      | 4895 × 1765 × 1425 mm                                           | 4895 × 1765 × 1425 mm                                           | 4895 × 1765 × 1425 mm                                           | 4895 × 1765 × 1425 mm                                           | 4895 × 1765 × 1425 mm                                           |
| Leergewicht:                                      | 1550–1700 kg                                                    | 1550–1700 kg                                                    | 1550–1700 kg                                                    | 1550–1700 kg                                                    | 1550–1700 kg                                                    |
| Höchstgeschwindigkeit:                            | nicht angegeben                                                 | nicht angegeben                                                 | nicht angegeben                                                 | nicht angegeben                                                 | nicht angegeben                                                 |
| 0–100 km/h:                                       | nicht angegeben                                                 | nicht angegeben                                                 | nicht angegeben                                                 | nicht angegeben                                                 | nicht angegeben                                                 |
| Verbrauch (Liter/100 Kilometer, japanische Norm): | 9,0–12,8 S                                                      | 9,0–12,8 S                                                      | 9,0–12,8 S                                                      | 9,0–12,8 S                                                      | 9,0–12,8 S                                                      |